# Leyenhaus
Leyenhaus ist ein Ortsteil von Overath im Rheinisch-Bergischen Kreis in Nordrhein-Westfalen, Deutschland.

## Lage und Beschreibung
Die Ortslage Leyenhaus ist vom Zentrum des alten Wallfahrtsorts Marialinden über die Kreisstraße 25 und über die Kreisstraße 34, die hier Eulenthaler Straße heißt, zu erreichen. Das kleine Wohngebiet mit moderner Einzelhausbebauung geht direkt in die Ortschaft Eulenthal über. So heißt etwa das kleine Altersheim in Leyenhaus »Haus Eulenthal«. Die nächsten Ortslagen sind Lölsberg, Broich, Halzemich und Blindenaaf. Die Gegend gehört zum Quellgebiet des weitgehend naturgeschützten Naafbachs, der zwei Bächen im Waldgebiet des Heckbergs und auch unterirdischen Quellen entspringt. Ein ausgedehntes Waldgebiet verbindet Leyenhaus mit der Agger und dem Gut Eichthal.

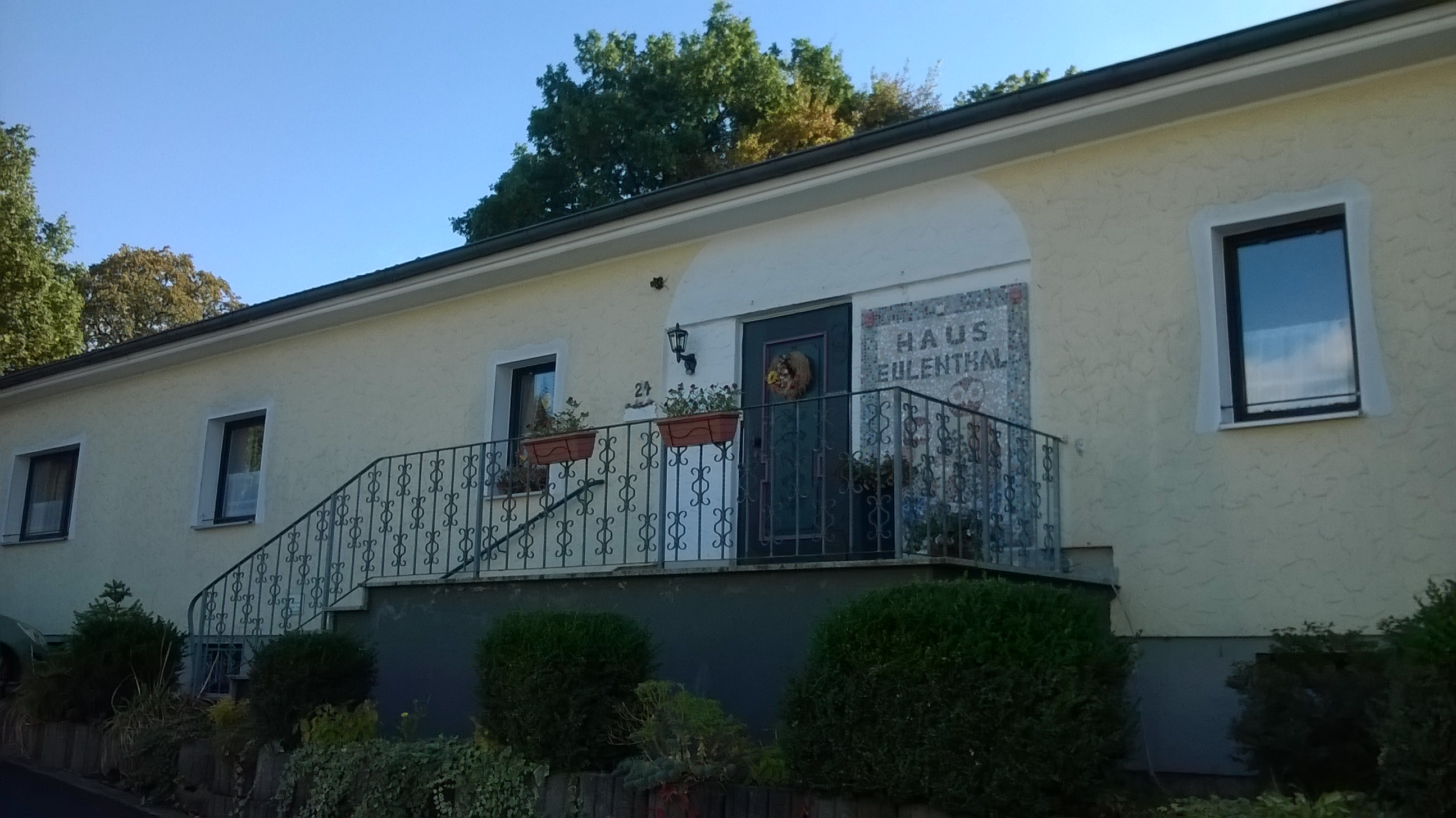
Altersheim in Leyenhaus
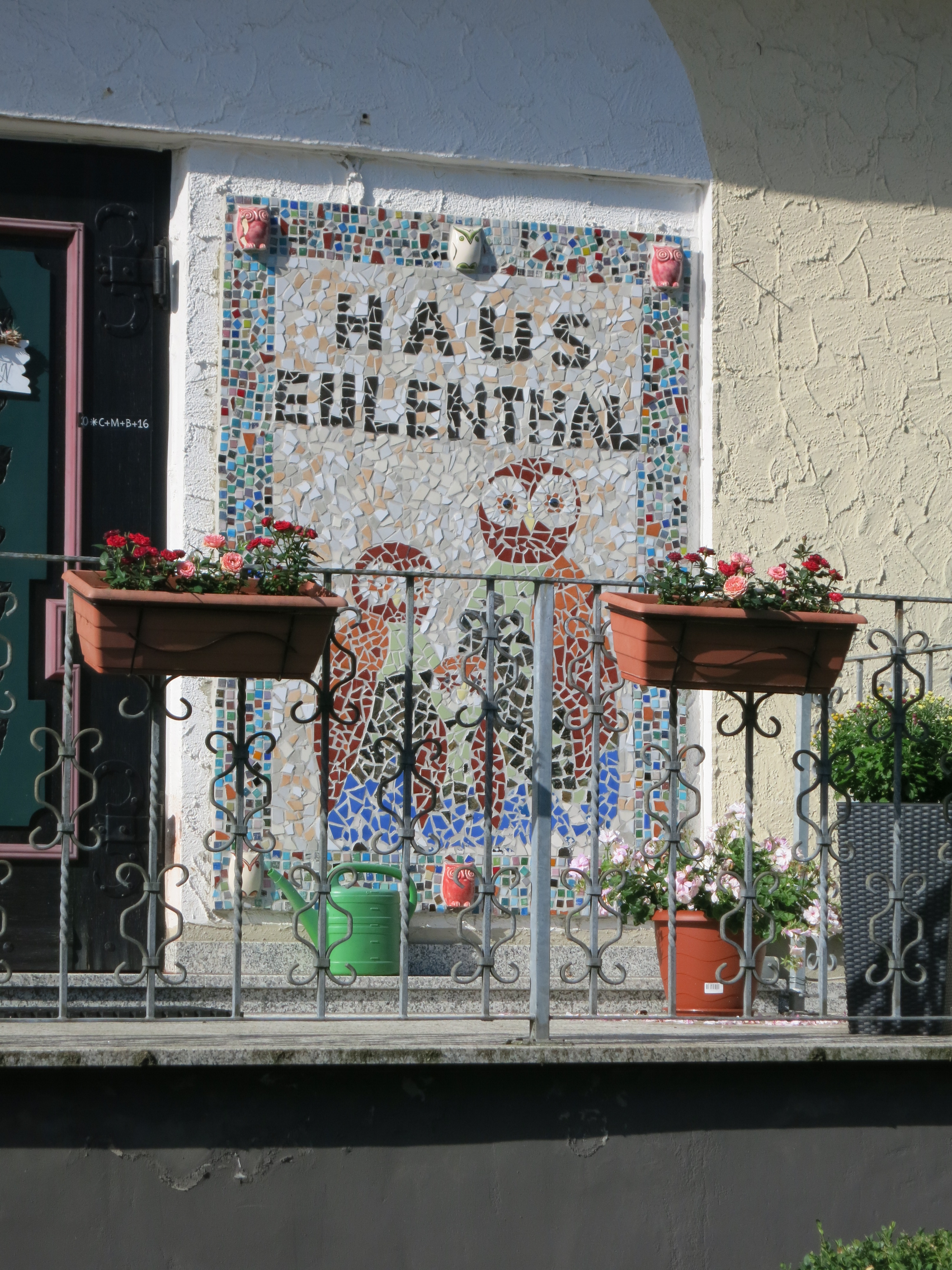
Haus Eulenthal
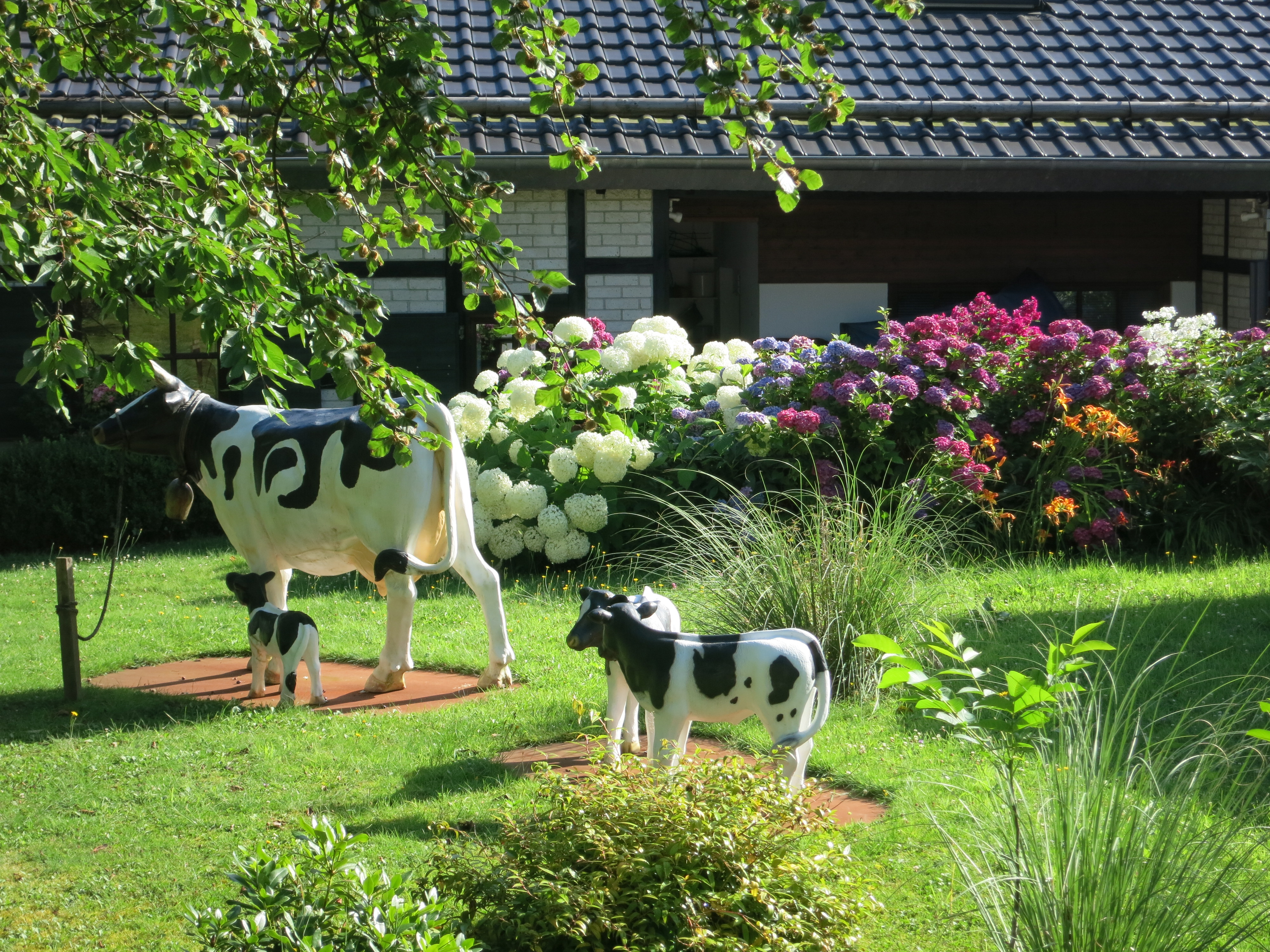
Plastikkühe im Garten

## Geschichte
Leyenhaus entstand erst in der zweiten Hälfte des 19. Jahrhunderts. Ab der Preußischen Neuaufnahme von 1895 ist der Ort auf Messtischblättern regelmäßig als Leyenhaus verzeichnet.
Die Gemeinde- und Gutbezirksstatistik der Rheinprovinz führt Leyenhaus 1871 mit zwei Wohnhäusern und sechs Einwohnern auf. Im Gemeindelexikon für die Provinz Rheinland von 1888 werden für Leyenhaus zwei Wohnhäuser mit neun Einwohnern angegeben. 1895 besitzt der Ort zwei Wohnhäuser mit sechs Einwohnern, 1905 werden ein Wohnhaus und fünf Einwohner angegeben.